# Evergreen (Love Theme from A Star Is Born)
Pour les articles homonymes, voir Evergreen.
Singles de Barbra Streisand
Shake Me, Wake Me (When It's Over)
(1975) My Heart Belongs to Me
(1977)
Evergreen est une chanson composée et initialement enregistrée par Barbra Streisand pour le (deuxieme) remake du film Une étoile est née, sorti en 1976. Les paroles ont été écrites par Paul Williams.
La chanson a connu un grand succès, notamment aux États-Unis où elle a atteint la première place du Billboard Hot 100.
Le 28 mars 1977, la chanson a remporté l'Oscar de la meilleure chanson originale de film. Deux mois plus tôt, elle a aussi remporté le Golden Globe de la meilleure chanson originale (au 34e cérémonie des Golden Globes, qui a eu lieu le 29 janvier 1977).

## Classements
| Classement (1976—77)                       | Meilleure position |
| ------------------------------------------ | ------------------ |
| Belgique (Flandre Ultratop 50 Singles)     | 27                 |
| Canada (RPM Top Singles)                   | 1                  |
| États-Unis (Billboard Hot 100)             | 1                  |
| États-Unis (Hot Adult Contemporary Tracks) | 1                  |
| Pays-Bas (Single Top 100)                  | 18                 |
| Nouvelle-Zélande (RMNZ)                    | 3                  |
| Royaume-Uni (UK Singles Chart)             | 3                  |

## Accolades
La chanson (dans la version originale du film Une étoile est née sorti en 1976) fut classée 16e dans la liste des « 100 plus grandes chansons du cinéma américain » selon l'American Film Institute (AFI).
Mireille Mathieu enregistra en 1980 une adaptation française écrite par Eddy Marnay "De rêve en rêverie" ( EP Philips 6172970)